# BMW E60/E61
E60 var modelkoden for femte generation af bilfabrikanten BMWs 5-serie. Stationcarudgaven Touring hed E61.
Bilen kom på markedet i juni 2003 som efterfølger for E39. Med E60 introduceredes betjeningskonceptet iDrive i 5-serien, og senere også i fabrikatens andre bilmodeller. Bilen tilhørte den øvre mellemklasse, og den mest solgte model var 530d. E60 blev bygget på BMWs fabrik i Dingolfing, på Bavarian Auto Groups egyptiske fabrik i 6. oktober-byen, samt i Kina af Brilliance Motors i Shenyang.
I foråret 2010 blev sedanmodellen E60 afløst af efterfølgeren F10, og i efteråret 2010 blev Touring afløst af F11.

## Varianter
- Sedan med modelbetegnelse E60.
- Stationcar Touring (fra april 2004) med modelbetegnelse E61.
- På grund af stor efterspørgsel fandtes der en lang udgave af E60 til det kinesiske marked i varianterne 523Li, 525Li og 530Li. 525Li og 530Li var forsynet med en nyindrettet konsol bagi med dvd-afspiller og to 8" fladskærme i nakkestøtterne på forsæderne. Gennem den 140 mm forlængede akselafstand mellem B- og C-søjlen er benpladsen bagi bedre.
- Sportsmodel M5 med 5,0-liters V10-motor som sedan fra 2005, og som stationcar fra 2007.
- Firehjulstræk (med betegnelsen 5..xi hhv 5..xd; siden september 2008 5..i xDrive hhv 5..d xDrive) til både sedan og stationcar.

## Teknik

### Karrosseri
Et særligt kendetegn for E60/E61 var den vægtreducerede aluminiumsforvogn (GRAV). For første gang i en bil var kun forvognen lavet af aluminium, hvor kabinen og bagvognen fortsat var lavet af stål. Gennem vægtsparing i den forreste del af bilen fordeltes lasten 50:50 på begge aksler.

### Udstyr
E60 var forsynet med frakobleligt elektronisk stabilitetsprogram, som hos BMW hed Dynamic Stability Control (DSC). Et dæktrykskontrolsystem genkendte gennem omdrejningstalsforskelle mellem de enkelte hjul ændringer i lufttrykket i et eller flere hjul og advarede føreren med en kontrollampe.

### Kørselshjælpssystemer
Et head-up display projekterede informationer på forruden, så føreren ikke behøvede at flytte blikket fra vejen for at aflæse hastighed eller rute.
Som ekstraudstyr fandtes også BMW NightVision (nattesynsassistent). I modsætning til Mercedes-Benz S-klasse (som er forsynet med infrarødt system fra Bosch med aktiv infrarød belysning), havde BMW passiv varmebilledeteknik. Varmestråling fra objekter og personer blev opfanget af et kamera i frontskørterne og vist i iDrives display.
Fra 70 km/t og opefter advarede dette system om forladelse af kørebanen gennem vibrationer i rattet. Dermed genkendte et kamera i bakspejlet sigtbare afstribninger på kørebanen. Systemet kunne til- og frakobles med en knap på rattet. Den senest valgte indstilling blev gemt til næste køretur.

### Lysteknik
E60 havde som standard adaptivt bremselys, og kunne som ekstraudstyr også fås med adaptivt kurvelys. Siden foråret 2007 kunne modellen fås med dagkørelys i positionslysringene og siden efteråret 2007 også bøjeligt lys. Fjernlysassistenten, som kunne fås mod merpris, til- og frakoblede automatisk fjernlyset og afværgede dermed blænding af modkørende.

### Underholdning
E60 kunne fås med forskellige underholdningsmuligheder, som f.eks. navigationssystemet Professional med 8,8" fladskærm og dvd-afspiller. Der kunne også tilkøbes DVB-T-tuner til tv-modtagelse. Audiosignalet kunne videregives gennem LOGIC7-lydsystemet med 13 højttalere, heraf to subwoofere under forsæderne, som var ekstraudstyr; det understøttede også mp3-filer med ID3-tags. Derudover kunne der også tilkøbes lydsystemet Individual med 16 højttalere og en ydelse på 825 watt.

### Sikkerhed
Alle E60/E61-modeller var som standard udover ABS, bremseassistent, selestrammere, ESP med ASR (af BMW kaldet Dynamisk Stabilitetskontrol DSC hhv. Dynamisk Traktionskontrol DTC) standardudstyret med samlet seks airbags (fører/forsædepassager, to sideairbags og gennemgående gardinairbags). Siden faceliftet har modellen også kunnet fås med sideairbags til bagsædepassagerne. Ved Euro NCAPs kollisionstest i 2004 fik modellen fire stjerner ud af fem mulige (29 point) for personsikkerhed og for børnesikkerhed fire stjerner ud af fem mulige (42 point). For fodgængersikkerhed fik modellen to point og én ud af fire mulige stjerner.

## Motorer
- Siden september 2005 har BMW Group solgt flådemodeller af 520d og 525d til storkunder. Modellerne var identisk med de normale 520d og 525d i udstyr og teknik, men var forsynet med ændrede motorer benævnt Edition Fleet. I stedet for 120 kW (163 hk) hhv. 130 kW (177 hk) ydede flådemodellerne kun 110 kW (150 hk) hhv. 120 kW (163 hk). Motoren var teknisk set identisk med standardmodellens, men var neddroslet ved hjælp af en ændring i motorstyreenhedens software.
- Siden september 2008 er Edition Fleet-modellerne også blevet solgt til privatkunder som Special Edition.

| Model         | Cylindre | Slagvolume cm³ | Max. effekt kW (hk) / omdr. | Max. drejningsmoment Nm / omdr. | Motorkode   | 0-100 km/t sek. | 0-100 km/t sek. | Topfart km/t      | Topfart km/t     | Byggeår       |
| Model         | Cylindre | Slagvolume cm³ | Max. effekt kW (hk) / omdr. | Max. drejningsmoment Nm / omdr. | Motorkode   | Sedan           | Touring         | Sedan             | Touring          | Byggeår       |
| ------------- | -------- | -------------- | --------------------------- | ------------------------------- | ----------- | --------------- | --------------- | ----------------- | ---------------- | ------------- |
| Benzinmotorer |          |                |                             |                                 |             |                 |                 |                   |                  |               |
| 520i          | 6        | 2171           | 125 (170) / 6100            | 210 / 3500                      | M54B22      | 9,0             | −               | 230               | −                | 2003 − 2005   |
| 520i          | 4        | 1995           | 125 (170) / 6700            | 210 / 4250                      | N43B20OL    | 8,7             | 9,0             | 224               | 220              | 9/2007 − 2011 |
| 523i          | 6        | 2497           | 130 (177) / 5800            | 230 / 3500                      | N52B25UL    | 8,5             | 8,8             | 235               | 227              | 2005 − 2007   |
| 523i          | 6        | 2497           | 140 (190) / 6300            | 235 / 3500                      | N53B25UL    | 8,3             | 8,6             | 235               | 229              | 2007          |
| 523i          | 6        | 2497           | 140 (190) / 6100            | 240 / 3500                      | N53B25UL    | 8,2             | 8,5             | 237               | 230              | 9/2007 − 2011 |
| 525i          | 6        | 2494           | 141 (192) / 6000            | 245 / 3500                      | M54B25      | 7,9             | 8,2             | 238               | 232              | 2003 − 2005   |
| 525(x)i       | 6        | 2497           | 160 (218) / 6500            | 250 / 2750                      | N52B25OL    | 7,5 xDrive: 8,3 | 7,8 xDrive: 8,5 | 245 xDrive: 237   | 240 xDrive: 233  | 2005 − 2007   |
| 525(x)i       | 6        | 2996           | 160 (218) / 6100            | 270 / 2400                      | N53B30UL    | 7,1 xDrive: 7,9 | 7,4 xDrive: 8,2 | 248 xDrive: 240   | 243 xDrive: 233  | 9/2007 − 2011 |
| 530i          | 6        | 2979           | 170 (231) / 5900            | 300 / 3500                      | M54B30      | 6,9             | 7,0             | 2501              | 248              | 2003 − 2005   |
| 530(x)i       | 6        | 2996           | 190 (258) / 6600            | 300 / 2500                      | N52B30      | 6,5 xDrive: 6,8 | 6,6 xDrive: 7,0 | 2501 xDrive: 2501 | 2501 xDrive: 245 | 2005 − 2007   |
| 530(x)i       | 6        | 2996           | 200 (272) / 6700            | 320 / 2750                      | N53B30OL    | 6,3 xDrive: 6,6 | 6,5 xDrive: 6,9 | 2501 xDrive: 2501 | 2501 xDrive: 246 | 9/2007 − 2011 |
| 535i2 3       | 6        | 2979           | 225 (306) / 5800            | 400 / 1300 − 5000               | N54B30      | 6,1             | −               | 2501              | −                | 9/2007 − 2011 |
| 540i          | 8        | 4000           | 225 (306) / 6300            | 390 / 3500                      | N62B40      | 6,1             | −               | 2501              | −                | 2005 − 2011   |
| 545i          | 8        | 4398           | 245 (333) / 6100            | 450 / 3600                      | N62B44      | 5,8             | 5,9             | 2501              | 2501             | 2003 − 2005   |
| 550i          | 8        | 4799           | 270 (367) / 6300            | 490 / 3400                      | N62B48TÜ    | 5,2             | 5,3             | 2501              | 2501             | 2005 − 2011   |
| M5            | 10       | 4999           | 373 (507) / 7750            | 520 / 6100                      | S85B50      | 4,7             | 4,8             | 2501              | 2501             | 20054 − 2011  |
| Dieselmotorer |          |                |                             |                                 |             |                 |                 |                   |                  |               |
| 520d          | 4        | 1995           | 120 (163)5 / 4000           | 340 / 2000 − 2750               | M47D20      | 8,7             | 8,9             | 224               | 220              | 2005 − 2007   |
| 520d          | 4        | 1995           | 130 (177) / 4000            | 350 / 1750 − 3000               | N47D20      | 8,3             | 8,5             | 231               | 224              | 9/2007 − 2011 |
| 525d          | 6        | 2497           | 130 (177)6 / 4000           | 400 / 2000 − 2750               | M57D25      | 8,1             | 8,3             | 230               | 225              | 2003 − 2007   |
| 525(x)d       | 6        | 2993           | 145 (197) / 4000            | 400 / 1300 − 3250               | M57D30UL    | 7,6 xDrive: 7,8 | 7,8 xDrive: 8,1 | 237 xDrive: 232   | 232 xDrive: 228  | 3/2007 − 2011 |
| 530d          | 6        | 2993           | 160 (218) / 4000            | 500 / 2000 − 2750               | M57D30      | 7,1             | 7,2             | 245               | 242              | 2003 − 2005   |
| 530d          | 6        | 2993           | 170 (231) / 4000            | 500 / 1750 − 3000               | M57D30OL    | 6,8             | 7,0             | 2501              | 243              | 2005 − 2007   |
| 530(x)d       | 6        | 2993           | 173 (235) / 4000            | 500 / 1750 − 3000               | M57D30OLTÜ  | 6,7 xDrive: 6,6 | 6,9 xDrive: 6,8 | 2501 xDrive: 242  | 245 xDrive: 235  | 3/2007 − 2011 |
| 535d          | 6        | 2993           | 200 (272) / 4400            | 560 / 2000 − 2250               | M57D30TOP   | 6,5             | 6,6             | 2501              | 2501             | 2004 − 2007   |
| 535d          | 6        | 2993           | 210 (286) / 4400            | 580 / 1750 − 2250               | M57D30TOPTÜ | 6,4             | 6,5             | 2501              | 2501             | 3/2007 − 2011 |

1 Elektronisk begrænset

2 Med biturbo og direkte benzinindsprøjtning

3 Kun for USA

4 M5 Touring først fra 2007

5 520d Fleet Edition 110 kW (150 hk)

6 525d Fleet Edition 120 kW (163 hk)

### Alpina
| Model       | Cylindre | Slagvolume cm³ | Max. effekt kW (hk) / omdr. | Max. drejningsmoment Nm / omdr. | 0-100 km/t sek. | Topfart km/t | Byggeår     |
| ----------- | -------- | -------------- | --------------------------- | ------------------------------- | --------------- | ------------ | ----------- |
| B5          | 8        | 4398           | 368 (500) / 5500            | 700 / 4750                      | 4,8             | 314          | 2005 − 2008 |
| B5 Touring  | 8        | 4398           | 368 (500) / 5500            | 700 / 4750                      | 4,9             | 310          | 2005 − 2008 |
| B5S         | 8        | 4398           | 390 (530) / 5500            | 725 / 4750                      | 4,7             | 317          | 2008 −      |
| B5S Touring | 8        | 4398           | 390 (530) / 5500            | 725 / 4750                      | 4,8             | 313          | 2008 −      |

## Facelift
Den 24. marts 2007 introduceredes den faceliftede udgave af 5-serien. Det udvendige design blev kun let modificeret. De mest iøjnefaldende ændringer bestod i nye kofangere, baglygter med LED-teknik, modificerede tågeforlygter og hovedforlygter i klart glas samt en modificeret nummerpladeplacering i bagklappen.
I kabinen blev dørbeklædningerne modificeret og forsynet med andre materialer. Betjeningselementerne var nu udført i perleglanskrom-design og det modificerede iDrive havde nu otte programmerbare favorittaster, som blev introduceret i BMW X5.
Tekniske nyheder omfattede bl.a. vognbaneskiftadvarselssystem som ekstraudstyr, dagkørelys i positionslysringene, bøjeligt lys samt et sekstrins sportsautomatgear med ny gearvælger og skifteknapper på rattet. Derudover kom der et modificeret motorprogram, som udover ændringer i specifikationerne også medførte direkte indsprøjtning på alle benzinmotorer på nær V8-versionerne. Den 26. maj 2007 kom M5 Touring på markedet.
Derudover rådede den faceliftede model over en mere moderne batteriladeregulering, hvormed batteriet blev ladet ved hjælp af bremseenergigenvinding. Yderligere forhold til reduktion af brændstofforbruget talte bl.a. gearskifteindikator i modeller med manuel gearkasse og aktivt styrede bremse- og køleluftindtag til forbedring af aerodynamikken. Som ny model kom 520d med 130 kW (177 hk) med et CO2-udslip på 136 g.
Siden oktober 2008 blev navigationssystemet "Professional" forsynet med ny iDrive-betjening og kunne, når bilen holdt stille, afspille dvd-film. Monitoren havde en opløsning på 1280x480. Gennem et USB-stik i handskerummet kunne data afspilles på navigationssystemet.
I september 2009 fik 5-serien modificerede sidespejle for at kunne opfylde EUs nye retningslinjer.